# Douglas O2D
El Douglas XO2D-1 fue un prototipo de hidroavión de observación estadounidense de los años 30 del siglo XX. Fue un biplano monomotor destinado a ser lanzado desde catapultas instaladas en barcos de la Armada de los Estados Unidos, pero solo uno fue construido; siendo el contrato de producción para Curtiss por el SOC Seagull.

## Desarrollo y diseño
En 1933, la Armada de los Estados Unidos tuvo la necesidad de reemplazar su O3U Corsair, como avión de observación estándar lanzado desde catapulta a bordo de sus buques, y en junio de ese año ordenó un único ejemplar de un diseño de la Douglas Aircraft Company, el XO2D-1, junto con aviones de Curtiss (el XO3C-1) y Vought (el XO5U-1). El diseño de Douglas era un biplano monomotor con alas de un solo vano, de configuración sesquiplano, que se plegaban para almacenaje a bordo. Era de construcción completamente metálica, y albergaba a los dos tripulantes en tándem bajo una cabina cerrada. Fue equipado con el motor radial Pratt & Whitney Wasp, y para permitir una fácil operación en tierra, fue dotado de un tren de aterrizaje con rueda de cola cuyas ruedas principales se retraían en el interior del flotador principal.
Voló por primera vez en marzo de 1934, siendo probado en la Estación Aeronaval de Norfolk y Anacostia. Fue rechazado en favor del diseño de Curtiss, que entró en producción como el SOC Seagull en marzo de 1935. Después de realizar pruebas adicionales, fue retirado el 13 de septiembre de 1935.

## Variantes
XO2D-1
Prototipo de hidroavión de observación. Uno construido.

## Operadores
Estados Unidos
- Armada de los Estados Unidos

## Especificaciones (XO2D-1)
Referencia datos: McDonnell Douglas Aircraft since 1920

### Características generales
- Tripulación: Dos
- Longitud: 9,75 m
- Envergadura: 10,97 m
- Altura: 4,98 m[5]
- Superficie alar: 28,1 m²
- Peso vacío: 1572 kg
- Peso cargado: 2322 kg
- Planta motriz: 1× motor radial de 9 cilindros refrigerado por aire Pratt & Whitney R-1340-12.
  - Potencia: 410 kW (550 hp)

### Rendimiento
- Velocidad nunca excedida (Vne): 261 km/h a nivel del mar
- Alcance: 1285 km
- Techo de vuelo: 4360 m (14300 pies)
- Régimen de ascenso:  * Ascenso a 5000 pies (1520 m): 6 min.

### Armamento
- Ametralladoras: 

  - 2 Browning M1919 de 7,62 mm (una fija frontal y una flexible)
- Bombas: 

  - 2 de 45 kg.

### Aeronaves similares
- Heinkel He 114
- Curtiss SOC Seagull
- Vought O5U
- Potez 452
- Nakajima E8N
- Fokker C.XI
- Fairey Seafox

### Secuencias de designación
- Secuencia O_D (Aviones de Observación de la Armada estadounidense, 1922-1962 (Douglas, 1922-1962)): OD - O2D

### Listas relacionadas
- Anexo:Aeronaves militares de los Estados Unidos (navales)